# Bragayrac
Bragayrac is een gemeente in het Franse departement Haute-Garonne (regio Occitanie) en telt 249 inwoners (1999). De plaats maakt deel uit van het arrondissement Muret.

## Geografie
De oppervlakte van Bragayrac bedraagt 8,2 km², de bevolkingsdichtheid is 30,4 inwoners per km².
De onderstaande kaart toont de ligging van Bragayrac met de belangrijkste infrastructuur en aangrenzende gemeenten.

## Demografie
Onderstaande figuur toont het verloop van het inwonertal (bron: INSEE-tellingen).